# 惠昌常
惠昌常（1960年2月20日—），陕西周至人，代数学专家，担任《J.Algebra》、《Archiv der Math.》、《Asia-Euro. J. Math.》《J. Math. Research Appl.》等刊物编委，中国教育部第四批“长江学者”特聘教授，曾获中国教育部科技进步二等奖、德国洪堡研究奖等奖项。

## 生平
1989年在联邦德国比勒费尔德大学获博士学位，导师是国际著名代数表示论专家Claus Michael Ringel教授。曾在德国、英国、日本、美国、香港、等10多个国家和地区进行学术访问或合作科研。